# ソウル城東警察署
ソウル城東警察署（ソウルソンドンけいさつしょ）は、ソウル地方警察庁所管の警察署である。

## 管轄区域
- 城東区

## 沿革
- 1945年10月21日 - 国立警察開設と同時に城東警察署開所。管轄は城東区。
- 1963年1月1日 - 広州郡九川面・彦州面・中垈面および大旺面のうち逸院里、水西里、細谷里、栗峴里が城東区に編入されたことに伴い広州警察署から編入。面牧洞が東大門区に編入されたことに伴い清凉里警察署へ移管。
- 1966年11月25日 - 東部警察署開設にともない、聖水洞1街、聖水洞2街、松亭洞、龍踏洞、老遊洞、華陽洞、君子洞、中谷洞、陵洞、毛陳洞、九宜洞、広壮洞、紫陽洞、明逸洞、下一洞、上一洞、高徳洞、吉洞、遁村洞、岩寺洞、千戸洞、城内洞、風納洞、松坡洞、巨餘洞、馬川洞、芳荑洞、石村洞、二洞、五禁洞、可楽洞、文井洞、蚕室洞、新川洞、三成洞、三田洞、水西洞、紫谷洞、栗峴洞、長旨洞、瑞草洞、蚕院洞、盤浦洞、良才洞、牛眠洞、院趾洞、内谷洞、新院洞、廉谷洞、逸院洞、細谷洞、駅三洞、浦二洞、開浦洞、道谷洞、論峴洞、新沙洞、鶴洞、狎鴎亭洞、清潭洞、大峙洞を移管。管轄区域が城東区のうち上往十里洞、下往十里洞、道詵洞、杏堂洞、鷹峰洞、金湖洞1街-4街、玉水洞、沙斤洞、馬場洞、弘益洞、新堂洞、黄鶴洞、舞鶴洞、興仁洞になる。
- 1975年8月1日 - 城東区新堂洞、黄鶴洞、舞鶴洞、興仁洞が中区に編入されたことに伴い、管轄が城東区のうち上往十里洞、下往十里洞、道詵洞、杏堂洞、鷹峰洞、金湖洞1街-4街、玉水洞、沙斤洞、馬場洞、弘益洞、中区のうち新堂洞、黄鶴洞、舞鶴洞、興仁洞になる。
- 1995年3月1日 - 城東区から広津区が分離したのに伴い管轄区域が城東区（聖水洞1街、聖水洞2街、松亭洞、龍踏洞を除く）、中区のうち新堂洞、黄鶴洞、舞鶴洞、興仁洞になる。
- 2006年3月1日 - 中区内にある6派出所をソウル中部警察署へ移管。ソウル東部警察署から城東区内にある6派出所を編入。管轄区域が城東区になる。

## 管轄地区隊
- 漢陽地区隊
- 聖水地区隊
- ソウルの森地区隊

## 管轄派出所
- 杏堂派出所
- 金南派出所
- 往十里派出所
- 龍潭派出所
- 金湖派出所
- 鷹峰派出所